# DDR-Meisterschaften im Feldfaustball 1969
Die DDR-Meisterschaften im Feldfaustball 1969 waren die zwanzigste Austragung der Meisterschaften im Faustball in der DDR.
Sieger bei den Männern wurde erneut die BSG Chemie Zeitz, während sich bei den Frauen die ISG Hirschfelde den Titel holte.
Die Endrunde fand am 6. September für die Männer und am 7. September für die Frauen im „Stadion des Friedens“ in Finsterwalde statt.
Gemäß dem Austragungsmodus spielten in den Finalspielen der Erstplatzierte der Hauptrunde gegen die Vierten und der Zweite gegen den Dritten. Die Sieger der beiden Partien spielten im Finale um den Meistertitel.

## Frauen
Die Spieltage waren auf folgende Termine angesetzt:
- 15. Juni 1969 in Leipzig
- 3. August 1969 in Schleife

Abschlussstand der Hauptrunde:
| Platz | Mannschaft                     | Punkte |
| 1.    | ISG Hirschfelde (M)            |        |
| 2.    | Spielgemeinschaft Görlitz      |        |
| 3.    | Lokomotive Schwerin (N)        |        |
| 4.    | Lokomotive Schleife            |        |
| …     | Motor Rathenow                 |        |
| …     | Lokomotive Dresden             |        |
| …     | Einheit Rostock                |        |
| …     | TSG Berlin-Oberschöneweide (N) |        |
| …     | Lokomotive Schleife II (N)     |        |

Aufstiegsspiele in die Oberliga:
| Platz | Mannschaft                   | Punkte  |
| 1.    | Schiffahrt/Hafen Rostock     | 6:2 +27 |
| 2.    | Chemie Jena                  | 6:2 +18 |
| 3.    | Pentacon Dresden             | 4:4     |
| 4.    | SG Leipzig-Eutritzsch        | 2:6     |
| 5.    | Rotation Berlin (Staffel II) | 2:6     |

Finalspiele:
- ISG Hirschfelde – Lokomotive Schleife  44:36
- Spielgemeinschaft Görlitz – Lokomotive Schwerin 46:25

Spiel um Platz 3:
- Lokomotive Schwerin – Lokomotive Schleife 39:32 (11:10, 26:26) n. V.

Finale:
- ISG Hirschfelde – Spielgemeinschaft Görlitz 35:29 (18:15)

Abschlusstabelle:
| Platz | Mannschaft              |
| 1.    | ISG Hirschfelde         |
| 2.    | SpG Görlitz             |
| 3.    | BSG Lokomotive Schwerin |
| 4.    | Lokomotive Schleife     |

Kader der Mannschaften:
|    | ISG Hirschfelde: Ursula Petzold, Ute Pfitzner, Gabi Buttig, Ursula Aust, Hannelore Vietze                               |
|    | Spielgemeinschaft Görlitz: Ursula Bärsch, Karin Richter, Margitta Menzel, Gisela Götze, Helga Kretschmer, Uschi Richter |
|    | Lokomotive Schwerin: Renate Hinrich, Brunhilde Ramlow, Gerda Ries, Otti Melzer, Edith Geßner                            |
| 4. | Lokomotive Schleife: Käthe Richter, Erika Jakob, Ursula Köhler, Ingrid Richter, Ingrid Honko, Edeltraud Petrick         |

## Männer
Die Spiele waren für folgende Termine angesetzt:
- 18. Mai 1969 in Dresden und Rudolstadt
- 14./15. Juni 1969 in Hirschfelde
- 29. Juni 1969 in Wittstock und Erfurt
- 2./3. August 1969 Zeitz

Abschlussstand der Hauptrunde:
| Platz | Mannschaft                | Punkte    |
| 1.    | BSG Chemie Zeitz          | 34:2      |
| 2.    | ISG Hirschfelde (M)       | 30:6      |
| 3.    | BSG Motor Greiz (N)       | 25:11     |
| 4.    | Empor Rudolstadt          | 21:15     |
| 5.    | Medizin Erfurt            | 17:19     |
| 6.    | Fortschritt Glauchau      | 13:23 −45 |
| 7.    | Fortschritt Zittau        | 13:23 −66 |
| 8.    | Spielgemeinschaft Görlitz | 11:25     |
| 9.    | Lokomotive Wittstock      | 8:28 −109 |
| 10.   | Pentacon Dresden (N)      | 8:28 −137 |

Die beiden Letztplatzierten wurden in der kommenden Saison durch die beiden Erstplatzierten der Aufstiegsrunde ersetzt.
Aufstiegsspiele zur Oberliga:
An den Aufstiegsspielen am 30./31. August 1969 in Magdeburg nahmen die jeweils beiden Erstplatzierten der vier Liga-Staffeln teil.
| Platz | Mannschaft              | Staffel     | Punkte   |
| 1.    | Motor Schleusingen      | Staffel III | 12:2     |
| 2.    | Lokomotive Dresden      | Staffel II  | 10:4 +74 |
| 3.    | Empor Barby II          | Staffel I   | 10:4 +74 |
| 4.    | Rotation Dresden        | Staffel IV  | 9:5      |
| 5.    | Chemie Weißwasser (A)   | Staffel II  | 6:8      |
| 6.    | ISG Hirschfelde II      | Staffel IV  | 5:9      |
| 7.    | Fortschritt Eppendorf   | Staffel III | 4:10     |
| 8.    | Lokomotive Wittstock II | Staffel I   | 0:14     |

Finalspiele:
- Chemie Zeitz – Empor Rudolstadt 52:48
- ISG Hirschfelde (M) – Motor Greiz (N) 43:47

Spiel um Platz 3:
- ISG Hirschfelde (M) – Empor Rudolstadt 57:35

Finale:
- Chemie Zeitz – Motor Greiz (N) 45:36 (23:16)

 Abschlusstabelle:
| Platz | Mannschaft       |
| 1.    | BSG Chemie Zeitz |
| 2.    | BSG Motor Greiz  |
| 3.    | ISG Hirschfelde  |
| 4.    | Empor Rudolstadt |

Kader der Mannschaften:
|    | Chemie Zeitz: Wolfgang Ehrlich, Eberhard Gasse, Gunther Knauer, Gerhard Beer, Rudolf Beck, Hans-Joachim Klaube         |
|    | Motor Greiz: Hans-Rolf Ott, Wolfgang Kuchenreuther, Wolfgang Steudel, Klaus Steudel, Peter Lorenz                      |
|    | ISG Hirschfelde: Rainer Ebermann, Herbert Steudte, Wolfgang Lamprecht, Manfred Aust, Roland Posselt, Eberhard Zachmann |
| 4. | Empor Rudolstadt: Eckehard Hesse, Peter Maskulus, Otto Mark, Reinhardt Faustmann, Hans-Jürgen Kecher                   |